# Южен бял носорог
Южните бели носорози (Ceratotherium simum simum) са подвид на белите носорози (Ceratotherium simum), едри бозайници от семейство Носорогови (Rhinocerotidae).
1. ↑  Ceratotherium simum simum (Burch., 1817). // IUCN Red List of Threatened Species. International Union for Conservation of Nature. Посетен на 2 януари 2023 г. (на английски)
2. ↑  Регламент (ЕО) № 338/97 на Съвета от 9 декември 1996 година относно защитата на видовете от дивата флора и фауна чрез регулиране на търговията с тях //  EUR-Lex.   Посетен на 2025-05-01.